# Scopiblepta dichroa
Scopiblepta dichroa là một loài bướm đêm trong họ Noctuidae.